# ليبرتي (مقاطعة أوتاغامي)
ليبرتي، مقاطعة أوتاغامي (بالإنجليزية: Liberty, Outagamie County, Wisconsin)‏ هي بلدة تقع بولاية ويسكونسن في الولايات المتحدة. تبلغ مساحتها 79.7 (كم²)، وترتفع عن سطح البحر 234 م، بلغ عدد سكانها 867 نسمة في عام 2010 حسب إحصاء مكتب تعداد الولايات المتحدة وتصل الكثافة السكانية فيها 10.5 نسمة/كم2.

## وصلات خارجية
- http://www.townofliberty.com/
- The US50 - Cities and Towns in Wisconsin State
- Wisconsin Cities and Towns, Facts, Map, Flag, Colleges, Government, and More